# Jim McKenzie
James McKenzie, detto Jim (Leith, 13 agosto 1903 – Portobello, 8 gennaio 1931), è stato un pugile britannico.

## Palmarès
- Giochi olimpici

Parigi 1924: argento nei pesi mosca.
- Europei - Dilettanti

1924: oro nei pesi mosca.